# Корнето (Асколи Пичено)
Корнето (итал. Corneto) насеље је у Италији у округу Асколи Пичено, региону Марке.
Према процени из 2011. у насељу је живело 74 становника. Насеље се налази на надморској висини од 319 м.